# Svarta Hästen
Svarta Hästen, finska: Musta-Hevonen, är en ö i Finland. Den ligger i Finska viken och i kommunen Sibbo i landskapet Nyland, i den södra delen av landet. Ön ligger omkring 16 kilometer öster om Helsingfors.
Öns area är 44,8 hektar och dess största längd är 1 kilometer i sydöst-nordvästlig riktning. Ön höjer sig omkring 30 meter över havsytan.